# امید همدانی
امید همدانی شهرت میرزا محمدرضا موسیقیدان و شاعر متخلص به «امید» حدود سال ۱۰۸۹ قمری در همدان متولد شد. در خردسالی از زادگاهش به اصفهان رفت و نزد دو تن از شاعران عهد به آموختن ادب و فنون شاعری پرداخت. سپس در اواخر عهد اورنگ زیب به هند رفت و در دربار وی منصبی یافت. در دوران بهادر شاه اول بر مرتبه‌اش افزوده شد و به او لقب قزلباش‌خان دادند. در سال ۱۱۲۴ در پی مأموریت‌های دیوانی عازم دکن شد. در گیرودار اختلافات امیران دولت در آن دیار در سال ۱۱۳۷ اسیر نظام‌الملک اصف‌جاه گردید. اصف‌جاه او را بخشید و در شمار ملازمان خود درآورد و در سال ۱۱۵۰ با خود به شاه جهان‌آباد برد. با وجود برخورداری از مقامی بلند در هند آن گونه که از اشعارش پیداست آرزوی بازگشت به وطن داشت. سخنش ساده اما به پیروی از سبک هندی متضمن خیال‌های باریک و مضامین وهم‌انگیز است. به جز دیوان، قصیده و قطعه و غزل و مخمس و مفرد رباعی، حدود ۷۰۰۰ بیت که نسخه‌ای از آن حاوی بیش از ۴۰۰۰ بیت در کتابخانه ملی پاریس موجوداست، منظومه‌ای به نام کارستان دارد که از روی داستانی به همین نام از منیر لاهوری سروده‌است. درگذشت او در سال ۱۱۵۹ در شاه‌جهان‌آباد (دهلی) بود.